# 多尔芒
多尔芒（法語：Dormans，法語發音：[dɔʁmɑ̃]）是法国马恩省的一个市镇，位于该省西部，属于埃佩尔奈区。

## 地理
多尔芒（49°4'35"N, 3°38'22"E）面积22.58 平方千米，位于法国大東部大區马恩省，该省份为法国东北部内陆省份，北起阿登省，西北接埃纳省，西南接塞纳-马恩省，南至奥布省，东南接上马恩省，东临默兹省。
与多尔芒接壤的市镇（或旧市镇、城区）包括：马恩河畔特雷卢、库尔蒂耶济、伊尼-孔布利济、特鲁瓦西、韦尔讷伊、万塞勒、香槟谷村。

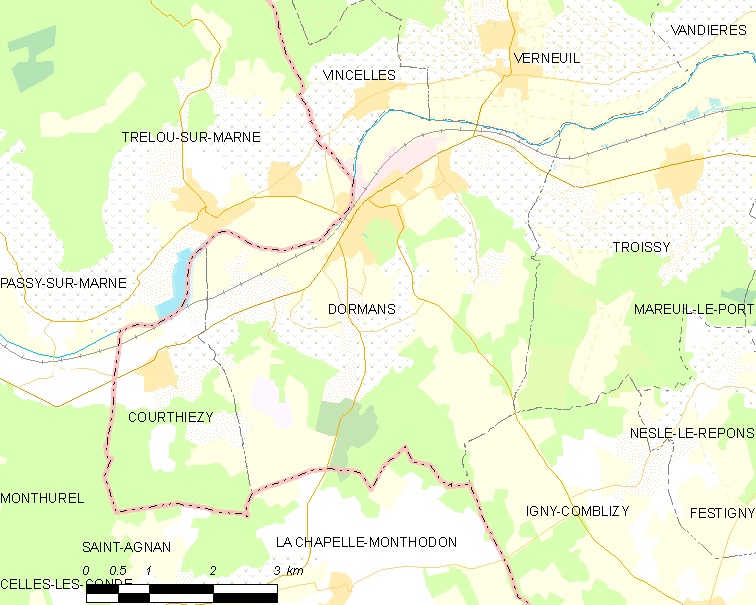
多尔芒的OSM定位图

多尔芒的时区为UTC+01:00、UTC+02:00（夏令时）。

## 行政
多尔芒的邮政编码为51700，INSEE市镇编码为51217。

## 政治
多尔芒所属的省级选区为多尔芒-香槟景县。

## 人口

1962-2008年间多尔芒人口变化图示

多尔芒于2022年1月1日时的人口数量为2898人。